# 黄献中
黄献中（1945年12月—），山东单县人，中国人民解放军原高级将领。

## 生平
黄献中毕业于中国解放军军事工程学院（哈军工）导弹专业，曾担任辽宁省军区副政治委员。1999年，任国防科学技术大学政治部主任，后任政委。2004年，晋升中将军衔。2005年，升任沈阳军区政治委员。2008年7月晋升为上将军衔。
中共十七届中央委员，第十一届全国人大代表，十二届全国人大常委会委员、全国人大环境与资源保护委员会副主任委员。
2010年12月21日，黄献中到达服役年限，退出现役，其沈阳军区政治委员的职务由褚益民接任。